# Playa Vicente, Veracruz
Playa Vicente är en ort i Mexiko.   Den ligger i kommunen Playa Vicente och delstaten Veracruz, i den sydöstra delen av landet, 400 km sydost om huvudstaden Mexico City. Playa Vicente ligger 55 meter över havet och antalet invånare är 7 701.
Terrängen runt Playa Vicente är platt. Runt Playa Vicente är det ganska glesbefolkat, med 24 invånare per kvadratkilometer. Playa Vicente är det största samhället i trakten. Omgivningarna runt Playa Vicente är en mosaik av jordbruksmark och naturlig växtlighet.